# Basebol
Basebol ou beisebol (do inglês baseball), é um desporto de taco e bola praticado por duas equipes de nove jogadores, que alternadamente ocupam as posições de ataque e defesa.
O objetivo é pontuar batendo com um bastão em uma bola lançada e depois correr pelas quatro bases do campo. Um jogador da equipe atacante pode parar em uma das bases e, depois, avançar com a ajuda da rebatida de um companheiro. Os times trocam de posição assim que três rebatedores são eliminados. Um turno de ataque e defesa de cada time representa uma entrada e nove entradas compõem um jogo profissional. O time com mais corridas no final vence.
É um desporto muito popular na América do Norte, em alguns países da América Central, no Caribe hispanófono e no Extremo Oriente. Nos Estados Unidos a modalidade é a que atrai mais espectadores aos estádios. O basebol, apresentado a título de modalidade de demonstração em vários Jogos Olímpicos dispersos ao longo do tempo, foi incluído no programa oficial dos Jogos Olímpicos de Barcelona em 1992, sendo posteriormente removido a partir de Londres 2012.
No entanto, em 2016, o Comitê Olímpico Internacional aprovou o beisebol como modalidade para os Jogos Olímpicos de Verão de 2020. Apesar de não ter sido incluído nos Jogos de 2024 em Paris , o beisebol retornará como esporte olímpico em 2028, para as Olimpíadas de Los Angeles, nos Estados Unidos.
Na América do Norte, a liga profissional é a Major League Baseball (MLB), e os times são divididos nas ligas Americana (AL) e Nacional (NL), cada uma com três divisões: Oeste, Leste e Central. O campeão da Major League é determinado pelos playoffs, culminando na World Series. O Basebol também é o esporte líder em Cuba e no Japão, e o nível profissional, assim como nos EUA, é muito equilibrado na Série Nacional de Beisebol, em Cuba, e na Nippon Professional Baseball (NPB) no Japão. Além do Japão, a Coreia do Sul é outro país asiático que tem o beisebol como uma paixão nacional. A KBO League é o principal campeonato da modalidade no país e atrai um grande número de torcedores aos estádios.

## História

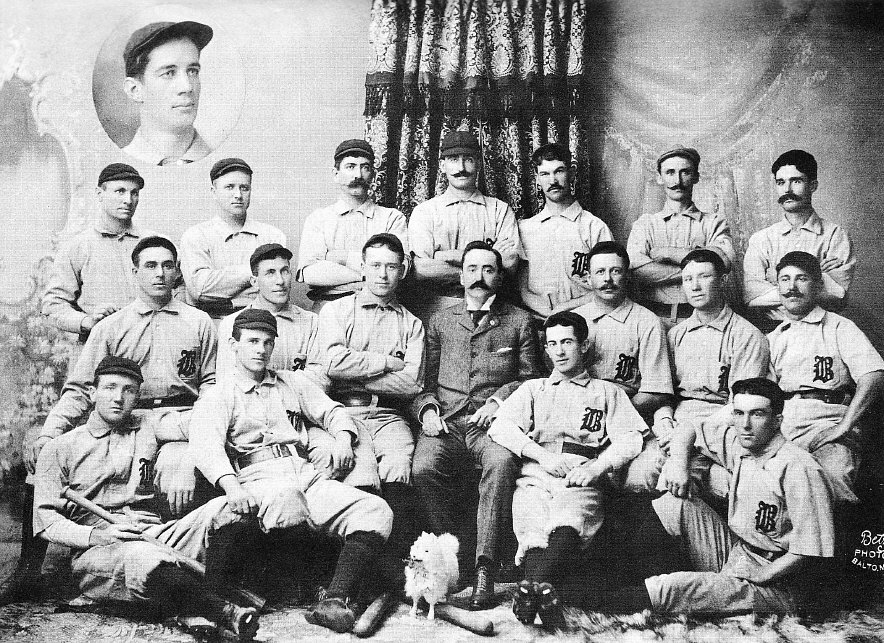
Time do Baltimore Orioles de 1896.

A evolução do basebol, com origem nos jogos onde apenas se lançava a bola, é imprecisa. Um manuscrito francês do século XIV contém a ilustração de um jogo semelhante ao basebol. Outros antigos jogos franceses parecem estar ligados ao basebol. Um consenso é que o atual jogo de basebol, desenvolvido na América do Norte, é fruto do jogo de rounders, popular na Grã-Bretanha e na Irlanda. A mais antiga referência ao basebol data de 1744, no Reino Unido. Esse jogo provavelmente foi levado para América por imigrantes britânicos. O jogo de rounders também chegou aos Estados Unidos através de imigrantes. A primeira referência americana a uma partida do jogo é de 1791, em Pittsfield, Massachusetts. Um livro alemão de 1796 registra um jogo chamado de Base-ball entre dois times.
Já na metade do século XVIII, relatos de jogos parecidos com o atual basebol se espalharam por toda a América do Norte. Segundo uma comissão, Abner Doubleday inventou o jogo na cidade de Cooperstown, no estado de Nova Iorque, em 1839.
Em 23 de Setembro de 1845, Alexander Cartwright, bombeiro de Nova Iorque, o verdadeiro "pai" do baseball moderno, funda o famoso Knickerbocker Base Ball Club of New York. Escreveu e desenvolveu as primeiras 20 regras, as Regras Knickerbocker.

## Beisebol no Brasil
Apesar de ser chamado de esporte de japoneses, o beisebol foi trazido para o Brasil, a partir de 1850, por norte-americanos que trabalhavam em empresas como Light, Companhia Telefônica, Frigorífico Armour e funcionários do consulado dos Estados Unidos. Relatos afirmam que as partidas organizadas pelo Mackenzie College, em 1910, atraiam mais público que os jogos de futebol. Diversas equipes de basebol surgiram entre os anos 1910 e 1920, todas ligadas a agremiações de funcionários de empresas norte-americanas. Nos anos 1920, houve uma liga amadora comandada por um funcionário da companhia telefônica.
A influência japonesa começou com a chegada dos imigrantes japoneses, em 1908, principalmente nos estados de grandes colônias japonesas, como São Paulo e Paraná. Hoje em dia, grande parte dos praticantes do esporte no país são descendentes de japoneses.
O primeiro campeonato brasileiro de beisebol ocorreu em 1936, e a partir de 1946 até ao ano de 2002 foram organizados pela Federação Paulista de Beisebol e Softbol. A partir de 2003, passou a ser organizado pela Confederação Brasileira de Beisebol e Softbol.
O primeiro estádio oficial de beisebol do Brasil foi o Estádio Municipal de Beisebol Mie Nishi, em São Paulo, com capacidade para 2 500 pessoas. Ele foi construído em 1958 para os Jogos Pan-Americanos de 1963. 
A Seleção Brasileira de Beisebol conquistou uma histórica e inédita medalha de prata nos Jogos Pan-Americanos de Santiago, no Chile, em 2023. Após o feito, a visibilidade do esporte no Brasil tem crescido constantemente.

## Beisebol em Portugal
O beisebol começou a ganhar expressão em Portugal a partir dos anos oitenta do século XX. A sua introdução deveu-se a influências norte-americanas, à prática deste desporto por ex-emigrantes portugueses na Venezuela e, principalmente, a experiências escolares de diversificação dos padrões lúdico-desportivos.
Com uma primeira demonstração a 4 de julho de 1917, remonta a 1919, em Lisboa, o primeiro jogo de exibição de beisebol em Portugal. Foi organizado pelo capitão Armando de Masi, tendo como jogadores marinheiros de navios americanos atracados. O seguinte evento digno de registo data de 1922, a 4 de julho, cumprindo a comemoração do dia da Independência dos Estados Unidos. Foi disputado em Lisboa entre uma equipa nacional e outra americana, tendo curiosamente o conjunto lusitano ganho o jogo.
Apenas na década de 1980 o basebol renasce de forma mais sistematizada, consequência de um grupo de pessoas dispostas a contribuir para a sua divulgação e desenvolvimento estruturado. De uma prática informal, foram-se formando grupos em três distintos tipos de enquadramento: prática escolar, grupos de amigos com interesses comuns e prática social de comunidades de origem estrangeira, em particular a Norte Americana e Luso-Venezuelana.
No entanto é no âmbito do Desporto Escolar que se tem congregado um maior número de praticantes e equipas.

### A importância do Desporto Escolar
A origem e a evolução do beisebol em Portugal está intrinsecamente ligada ao Ensino Público, em geral, e ao Desporto Escolar, em particular. Ao contrário do que normalmente acontece com a generalidade das restantes modalidades do nosso panorama desportivo, grande parte da força beisebolística, e que impulsionou a própria organização desportiva desta modalidade em Portugal, surgiu de iniciativas desportivas escolares, na segunda metade da década de 1980.
No ano letivo de 1990/1991 o beisebol e o softebol aparecem pela primeira vez na estrutura de Desporto Escolar. Em novembro de 1991 os relatos dos projetos realizados com os primeiros grupos equipa do Seixal e de Coimbra foram apresentados em congresso nacional de Educação Física, realizado em Tróia.
Todo este movimento tivera início no concelho do Seixal, particularmente na Escola Secundária Alfredo dos Reis Silveira que, em 1989, viu surgir a primeira equipa de beisebol e softebol, batizada de Pioneiros do Seixal. Primeiro como projeto de escola, mais tarde, como grupo desportivo escolar (GDE) e, por último, como clube desportivo, o seu papel dinamizador foi determinante para a promoção e implantação da modalidade, tendo organizado algumas iniciativas de grande visibilidade e repercussão pública, como foi o caso do “Auto de Beisebol nas Ruas de Lisboa” em 7 de janeiro de 1993.
Em 26 e 27 de junho desse ano, no Jamor, campo nº 2 do Estádio Nacional, tinham lugar as primeiras competições de beisebol e de softebol, de formato aberto e alargado a todas as equipas à data existentes. Testemunhado por representantes de variadas entidades diplomáticas, autárquicas, educativas e desportivas, este evento foi o verdadeiro catalisador do beisebol em Portugal e nele as escolas marcaram a sua imprescindível presença.
Entretanto, gradualmente, por todo o país foram surgindo pólos escolares de desenvolvimento, onde o softebol, pelas características dos espaços dos nossos estabelecimentos de ensino, se tornou a modalidade rainha.
Tendo este movimento pioneiro criado a primeira comissão instaladora federativa em 1994, só em fevereiro de 1996 é constituída juridicamente a Federação Portuguesa de Basebol e Softbol (FPBS), que continuou todo o esforço organizativo deste desporto em Portugal. Passados dois anos, uma equipa portuguesa participa pela primeira vez numa competição europeia. No âmbito do Desporto Escolar, de 1994 a 1997, por iniciativa da comissão instaladora da FPBS, realizaram-se três encontros competitivos de caráter anual que reuniram os GDEs existentes – Taças Nacionais de Escolas de Softebol – que constituíam verdadeiras festas desportivas para professores e alunos envolvidos.
Seixal, Coimbra, Amares, Lisboa, Barreiro, Vila Nova de Santo André, Almada, Quinta do Conde, foram vendo aparecer os seus GDEs da modalidade. Os jogos e competições foram assumindo as características e os formatos mais adequados às circunstâncias, independentemente dos escalões, sexos e localização geográfica das escolas.
Desse período importa salientar a participação do beisebol/softebol nas Finais Nacionais de Desporto Escolar, realizadas no Estádio Universitário de Lisboa, de 6 a 8 de junho de 1997, que juntou três equipas.
A integração do beisebol e o softebol no Programa Nacional de Educação Física (PNEF) do Ministério da Educação, em 2001, veio enquadrar o ensino-aprendizagem e dar um importante contributo à generalização da prática destas modalidades a todos os nossos jovens.
A formação contínua de professores no domínio da didática específica da Educação Física, nestes desportos, tem permitido atualizar conhecimento e competências profissionais da maior utilidade na intervenção com os alunos e com alguma repercussão no crescimento dos GDEs.
O primeiro campo oficial de beisebol em Portugal foi inaugurado em 22 de julho de 2006, em Abrantes.

## Regras

### Campo

Explicação do diamante de beisebol.

O campo é no formato de um diamante, sendo o centro a área do arremessador, o raio varia entre 305 pés (92m) e 355 pés (108,2m).
Cada aresta do diamante (quadrado onde ficam as 4 bases) possui 90 pés (27,4m), a área de areia possui raio de 95 pés (28,9m).
A área do arremessador fica no centro do diamante, é coberta de areia e possui raio de 9 pés (2,73m).

### A bola
Juntamente com o taco, a bola consiste em um item indispensável para a realização de uma partida desse esporte.
A circunferência de uma bola de basebol pode variar entre 22,9 a 23,5 centímetros, com um diâmetro variando entre 7,3 e 7,6 centímetros, enquanto o seu peso deve ser entre 142 e 149 gramas. A sua estrutura varia muito conforme o fabricante, mas geralmente compreende uma esfera de cortiça ao centro envolvida por fios de algodão, lã ou corda. Quaisquer que sejam os materiais utilizados, devem estar  bem compactados para que a bola atinja o peso regulamentado. Em seguida recebe uma capa de couro, que normalmente é costurada a mão. Essa costura é importante pois é a responsável pelos efeitos que fazem com que a bola faça uma curvatura ao longo de sua trajetória, após ser arremessada pelo lançador. Bolas de treinamento podem ser manufaturadas por meio da adição de compostos de borracha em seu interior, o que as torna mais macias e mais fáceis de serem rebatidas.
A vida útil de uma bola de basebol, em média, numa partida profissional é de sete lançamentos. Nos campeonatos oficiais dos Estados Unidos, são utilizadas 600 mil bolas por ano. No Brasil, utilizam-se 35 mil bolas de borracha (categoria infantil) e 25 mil de couro (juniores e adultos) por ano.

### Partida

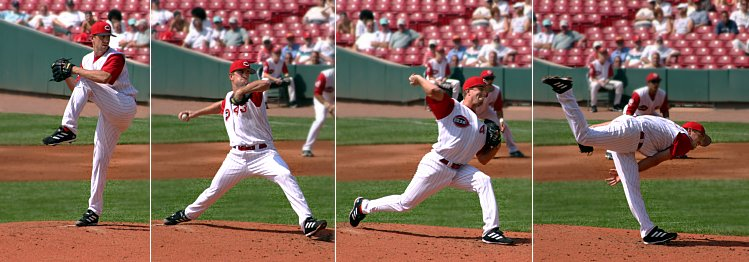
Movimentos de um arremessador, ou pitcher.

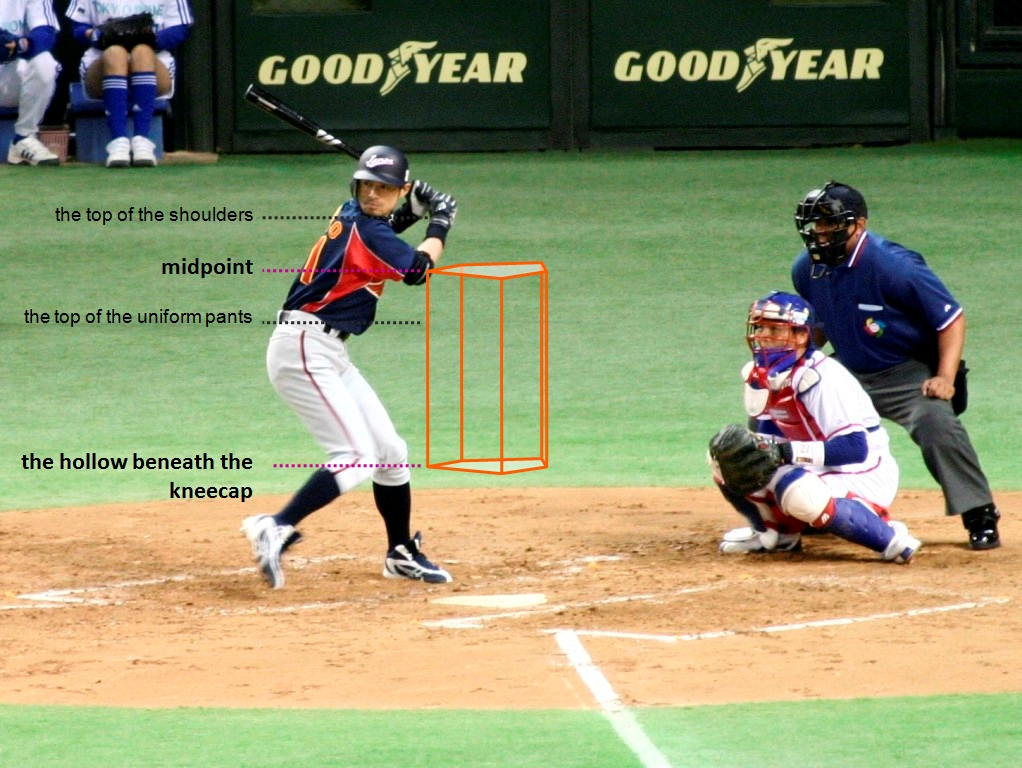
O rebatedor, o receptor, o árbitro e as linhas fictícias da zona de strike.

O pitcher (lançador) arremessa a bola dentro de sua área, visando a zona de strike (um retângulo imaginário entre os joelhos e os ombros do catcher). Se a bola for dentro da zona de strike, conta-se um strike. Se a bola for fora da zona de strike, conta-se uma bola. Quando se completa 4 bolas, o batter que estava rebatendo ganha a primeira base (walk). Se acontece um walk e as bases estão cheias, os atacantes vão ganhando bases até chegar em uma livre, mesmo que seja necessário fazer um ponto para isso. Se o batter rebater a bola, ele pode correr pelas bases. Então a defesa pega a bola e quem pega joga para seus companheiros ou corre para a base mais próxima do batter. Quando o batter, após rebater, conquista, pelo menos, a primeira base e vê que não vai conseguir avançar mais do que onde ele está, ele para naquela base e quando o próximo batter rebater ele pode correr até parar em outra base ou fazer o ponto. A eliminação de um rebatedor pode ocorrer de várias formas: - quando um defensor chega antes que ele na base com a bola na mão (ground out); - quando um defensor agarra a bola rebatida antes que ela caia no chão (flyout); - quando um defensor encosta a bola no batter que corre pelas bases (tag out); - quando acontecem 3 strikes (strike out). Quando acontece um home run, todos os batters que estão em campo farão pontos. O home run é quando um batter rebate a bola para fora do campo ou quando ele rebate dentro do campo e consegue correr por todas bases só com uma rebatida. Quando o batter rebate uma bola que vai aterrissar em um território de falta (foul ball) ou quando o batter tenta rebater qualquer tipo de bola sem sucesso, é considerado strike. Mas se já houverem dois strikes, rebater uma foul ball não contará como strike. Enquanto o pitcher se prepara, os batters, que já estão em alguma base, tentam roubar bases, correr para as próximas bases sem que algum companheiro seu rebata também. Em contrapartida, o pitcher pode jogar a bola para algum defensor (infielder) que está perto das bases. Se a bola chegar primeiro, é considerado uma eliminação (force out). Se o batter chegar primeiro, ele rouba a base. Quando a bola cai no território legal (perto do pitcher) e o batter já está correndo o pitcher vai lançar a bola para algum infielder. Se a bola chegar primeiro, é considerado force out. Se o batter chegar primeiro, ele rouba a base. Para a rebatida ser válida, a bola ter que cair dentro das linhas do campo (fair). Se a rebatida for inválida, contará como strike. Mas se já houverem dois strikes, a rebatida inválida também não conta como um terceiro strike.

### Sobre o taco

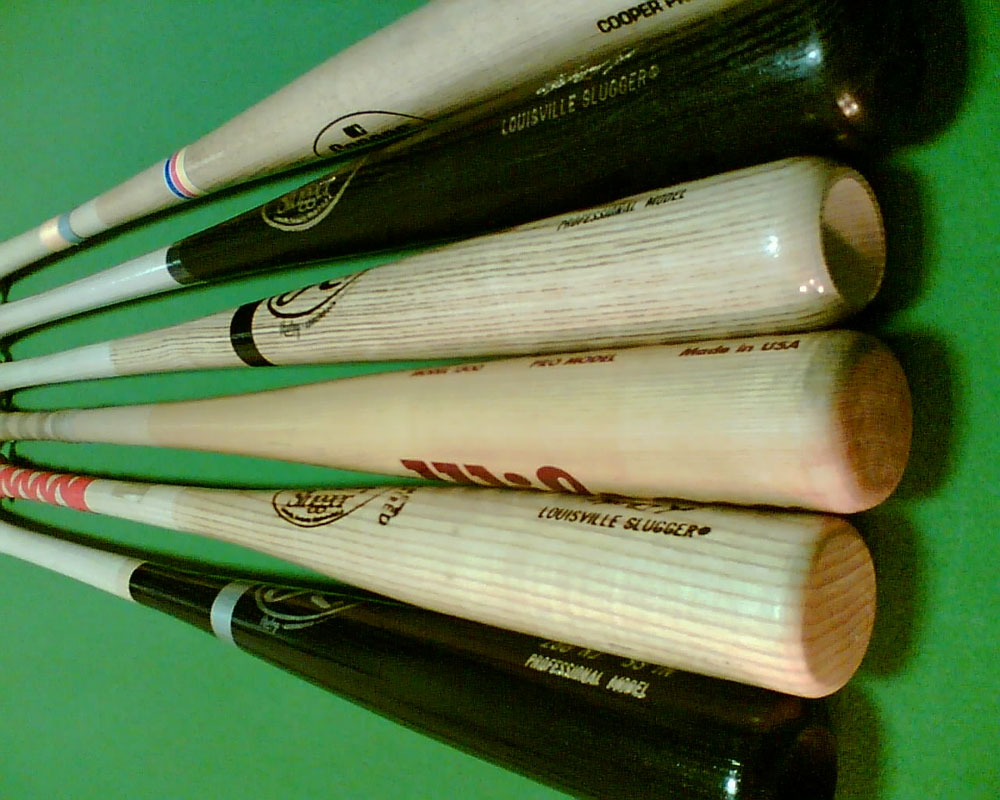
Tacos de basebol.

O taco tem formato cilíndrico e pode ser feito de alumínio formação e amadores ou madeira como material para competição e profissionais.
Presentemente, a tendência é generalizar a utilização dos tacos de madeira nas ligas de elite, uma vez que esses são os tacos homologados para todas as grandes competições internacionais de seniores.
Um taco pesa entre 850 gramas e um quilograma, tem tamanho máximo de 1,50 metros o padrão é 81,3 e 81,9 centímetro e diâmetro de 7 centímetros na extremidade  mais  grossa.

## Equipe

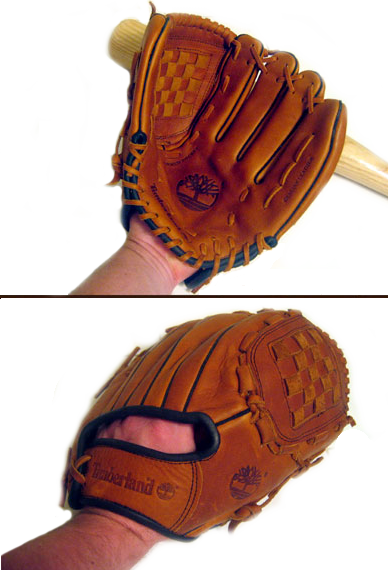
Luva de basebol.

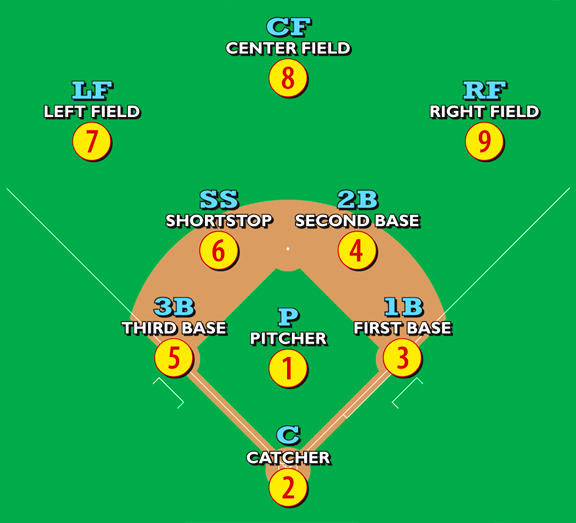
Posições de uma equipe de basebol.

### Jogadores
As equipes, assim como o número de jogadores, variam de liga para liga. Uma lista comum de 25 jogadores da MLB contém:
- Oito jogadores de posição —receptor, defensor interno e defensor externo— que jogam em uma base regular.
- Cinco arremessadores iniciais (ou starting pitcher), que constituem a rotação titular.
- Seis relief pitchers, incluindo um closer (pitcher que termina o jogo), que constituem o bullpen (nome da área de aquecimento fora do campo).
- Um arremessador reserva.
- Dois defensores interno reservas.
- Dois defensores externo reservas.
- Um rebatedor substituto, ou um segundo receptor reserva, ou um sétimo relief.
- Um HP (jogador que rebate pelo pitcher)

### Outro pessoal
O gerente ou manager supervisiona as maiores decisões estratégicas do time, como a que institui a rotação da partida e a ordem dos rebatedores, antes de cada jogo, e fazendo substituições durante os jogos —em particular, colocando relief pitchers. Managers são geralmente assistidos por dois ou três treinadores; eles podem ter funções especializadas, como trabalhar com os jogadores nas rebatidas, corridas e lançamentos. Na maioria dos jogos de alto nível, dois treinadores ficam no campo quando a equipe está rebatendo: um na primeira base e outro na terceira base, ocupando áreas designadas para eles fora das linhas do campo, auxiliando nas corridas quando a bola está em jogo e transmitindo sinais do manager para os rebatedores e corredores durante pausas no jogo.
Em contraste com outros esportes, no basebol os treinadores e o manager costumam também usar o uniforme do time; treinadores devem usar o uniforme do time a fim de ser permitida sua entrada na partida.